# Vooroudertablet

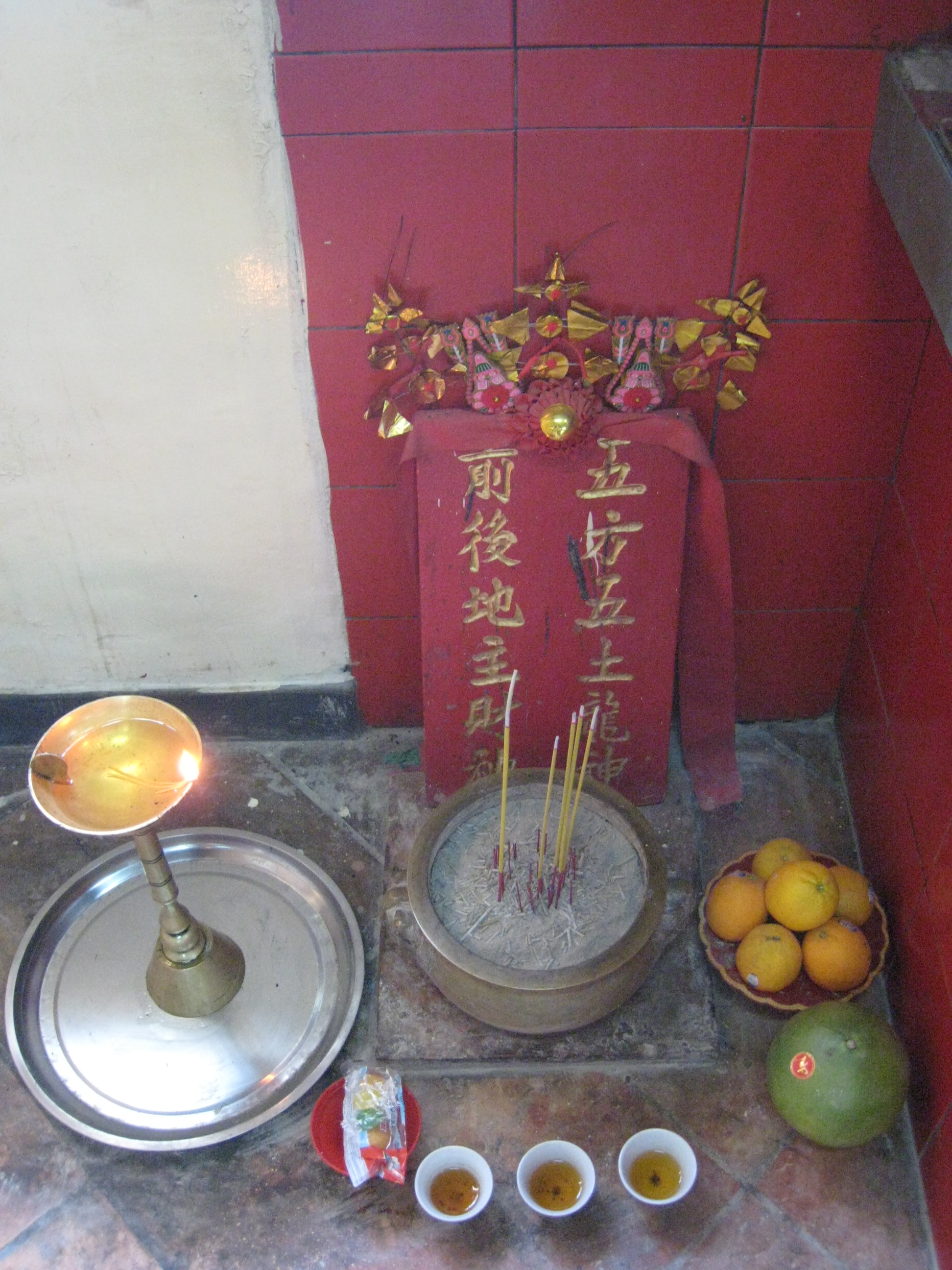
Shenzhupai van Dizhu

Een vooroudertablet of een voorouderplank is een religieus voorwerp in Oost-Aziatische religies. Het is een heilige houten plank met de naam van een overleden familielid of van een Chinese/Japanse godheid/heilige erin gekerfd of erop geschilderd. Op de voor- of achterkant staat de datum van geboorte en sterven soms staat ook vermeld tot welke generatie in de familielijn de overledene behoort.

## Gebruik
Een vooroudertablet omvat alleen shenzhupai die gemaakt zijn voor overleden familieleden. Men gelooft dat in shenzhupai's de ziel van een overleden familielid of godheid kan zitten. Ze staan meestal in Chinese tempels, taoïstische tempels, confucianistische tempels, shintotempels, citangs en in altaarkasten die in huizen staan, of op een wandplank aan de muur. Shenzhupai worden door gelovigen als zeer heilig beschouwd. Als er een brand uitbreekt, zijn deze voorwerpen de eerste die uit een huis of tempel worden gered. Als men moet vluchten, zoals in een oorlog, neemt men meestal de shenzhupai mee.
De vooroudertablet is een essentieel deel van het praktiseren van de traditionele Chinese voorouderverering. De geesten van overleden familieleden worden gunstig gestemd door voor het voorouderaltaar te offeren. Hierbij moet men denken aan wierook, fruit, bloemen en thee, vlees en wijn (de laatste twee dingen worden nooit door strenge boeddhisten geofferd vanwege de slechte karma "doden" en "drugs"). Op de vooroudertablet staat soms boven de naam een foto van het overleden familielid. Het maken van een vooroudertablet start na de dood van het familielid. De tablet wordt tijdens een Chinese begrafenis voor de rouwstoet uit gedragen. Tegenwoordig is een portretfoto (vaak een zwart-witfoto) ook gebruikelijk. De vooroudertablet van de meest verre voorouder is groter en staat bovenaan in de altaarkast. Sommige families hebben maar één vooroudertablet in huis en daarop staat de "tanghao van de familie" (Chinees: XX堂) en "shenzhupai van de voorouders (heren en dames) van de clan X" (Chinees: 堂上X氏歷代先祖考妣之神位).
De voorouderverering door middel van vooroudertabletten is wijdverbreid in China (inclusief Taiwan, Hongkong en Macau), Korea, Japan en Vietnam. Verder hebben een groot deel van de overzeese Chinezen in Zuidoost-Azië een voorouderaltaar met tabletten. Voorouderverering met vooroudertabletten door overzeese Chinezen in andere gebieden komt eigenlijk nauwelijks voor. De voorouders worden dan meestal vereerd met een portret.
Veelvoorkomende shenzhupai in de Chinese volksreligie zijn die van de Chinese goden: Keukengod, Deurgod, Aardegod, Tianguan en Aardegoden van de vijf windstreken.
Shenzhupai van de Deurgod en de Aardegod staan altijd op de grond tegen de muur naast de voordeur. De shenzhupai van Tianguan hangen meestal naast de voordeur op ooghoogte of ze staan op het vensterbank bij het raam. De shenzhupai van de Keukengod staat altijd vlak bij het fornuis in de keuken en de shenzhupai van de Aardegoden van de vijf windstreken staan vrijwel altijd op de onderste etage van een altaarkast of op dezelfde plaats als waar de Aardegod wordt vereerd. Ze worden elke dag, op de 1e en 15e dag van de maand in de Chinese kalender of alleen op de feestdag van de god vereerd door het offeren van wierook, fruit en water/wijn. Soms wordt hierbij ook vlees geofferd.

## Couplet
Wanneer men maar één vooroudertablet is huis heeft, is deze ongeveer zo groot als een A4-formaat en aan weerszijden van het tablet staat er een couplet die de voordelen van voorouderverering noemt en een smeekbede voor bescherming en voorspoed.

### Voorbeelden
- Offer aan de voorouders in deze vooroudertablet, bescherm de nazaten en schenk hun een schitterende toekomst (Chinees: 祀先祖如在其上, 佑後人煥乎維新)
- De goedheid van de voorouders leidt tot grootse zaken tot in de eeuwigheid, het werk van de voorouders was het begin van de beschaving voor honderd generaties (Chinees: 祖德振千秋偉業, 宗功啟百代文明)
- De schitterende waarden van de voorouders komen van ver! Het nageslacht mag deze waarden niet vervangen maar moet deze voortzetten (Chinees: 祖宗明德遠矣, 子孫勿替引之)
- De waarden van de voorouders helpen bij het vergaren van welvaart binnen de familie, de schaduw van de goedheid der voorouders beschermen de deugdzame nakomelingen (Chinees: 祖德扶持家財旺, 宗恩蔭佑子孫賢)

## Hakka
De Hakka-Chinezen hebben het gebruik om alleen één vooroudertablet in huis te hebben. De tekst erop wordt ook zo kort mogelijk gehouden. Onder de tanghao staat er "shenzhupai van de voorouders van de clan X" (Chinees: X氏宗祖神位).